# Copa Libertadores (U-20) 2022
Die Copa Libertadores (U-20) 2022, (span.: Copa Libertadores Sub-20 de 2022), war die sechste Austragung des internationalen Fußballwettbewerbs für U20-Mannschaften südamerikanischer Vereine. Der Wettbewerb wurde vom südamerikanischen Fußballverband CONMEBOL organisiert.

## Teilnehmende Mannschaften
Die folgenden Mannschaften nahmen an der Copa Libertadores Sub-20 2022 teil:
| Land        | Verein                     | Qualifikationsgrund                        |
| ----------- | -------------------------- | ------------------------------------------ |
| Argentinien | Newell’s Old Boys          | Meister vierte Liga 2018/19                |
| Bolivien    | Club Blooming              | Qualifikationswettbewerb Gewinner          |
| Brasilien   | Internacional Porto Alegre | Supercopa Sub-20 Gewinner 2021             |
| Chile       | Universidad de Concepción  | Copa de Campeones Sub-21 Gewinner 2021     |
| Kolumbien   | Millonarios FC             | Supercopa Juvenil Sub-20 Gewinner2019      |
| Ecuador     | Independiente del Valle    | Titelverteidiger                           |
| Ecuador     | LDU Quito                  | Torneio Sub-18 „A“ Gewinner 2021           |
| Ecuador     | Orense SC                  | Torneio Sub-18 „A“ Dritter 2021            |
| Paraguay    | Club Guaraní               | Clausura U-19 Gewinner 2021                |
| Peru        | Sporting Cristal           | Torneo Extraordinario Sub-18 Gewinner 2021 |
| Uruguay     | Peñarol Montevideo         | Campeonato Uruguayo Sub-19 Gewinner 2021   |
| Venezuela   | FC Caracas                 | Serie Élite Sub-19 Gewinner 2021           |

## Auslosung
Am 20. Dezember 2021 fand die Auslosung der Klubs für die Gruppenphase statt. Der Titelverteidiger Independiente del Valle wurde direkt in die Gruppe A auf Platz 1 gesetzt und nahm somit nicht an der Losung teil. Entsprechend der Platzierung der Klubs in ihren Landesverbänden der vorherigen Ausgabe des Turniers, wurden die weiteren elf Klubs auf vier Lostöpfe verteilt.
Die Teams der beiden besten Verbände (Ecuador und Argentinien) wurden in Topf 1 gesetzt und in Gruppen B und C auf Platz 1 gelost. Die erste gezogene Mannschaft wurde in Gruppe B platziert, die zweite gezogene Mannschaft in Gruppe C.
Die Mannschaften der nächsten drei Verbände (Brasilien, Paraguay und Venezuela) wurden in Topf 2 gesetzt und in der Gruppenphase auf die Plätze A2, B2 oder C2 gelost. Die Mannschaften der nächsten drei Verbände (Chile, Uruguay und Peru) wurden in Topf 3 gesetzt und für die Gruppenphase auf die Plätze A3, B3 oder C3 gelost.
Die Teams der letzten beiden Verbände (Kolumbien und Bolivien) und das zusätzliche Team des Gastgeberverbands (Ecuador) wurden in Topf 4 gesetzt und in der Gruppenphase auf die Plätze A4, B4 oder C4 gelost.
Aus den Töpfen 2, 3 und 4 wurde die erste gezogene Mannschaft in Gruppe A, die zweite gezogene Mannschaft in Gruppe B und die letzte gezogene Mannschaft in Gruppe C platziert. Mannschaften aus demselben Verband konnten nicht in dieselbe Gruppe gelost werden.
| Topf 1            | Topf 2        | Topf 3  | Topf 4      |
| ----------------- | ------------- | ------- | ----------- |
| LDU Quito         | Internacional | UDEC    | Millonarios |
| Newell’s Old Boys | Guaraní       | Peñarol | Blooming    |
|                   |               | Caracas | Cristal     |

## Modus
In der Gruppenphase wurden die Mannschaften nach Punkten eingestuft (3 Punkte für einen Sieg, 1 Punkt für ein Unentschieden, 0 Punkte für eine Niederlage). Bei Punktgleichheit wurde folgende Reihenfolge angewendet:
1. Tordifferenz
2. Anzahl erzielter Tore
3. Direkter Vergleich
4. Anzahl Rote Karten
5. Anzahl Gelbe Karten
6. Auslosung

Die Sieger jeder Gruppe und der beste Zweitplatzierte aller Gruppen erreichten das Halbfinale, in welchem der Erste der Gruppe A gegen den Zweiten B spielte und umkehrt.

## Gruppenphase
Die Gruppenphase startete am 5. und endete am 13. Februar 2022.

### Gruppe A
| Pl. | Verein                  | Sp. | S | U | N | Tore    | Diff. | Punkte |
| --- | ----------------------- | --- | - | - | - | ------- | ----- | ------ |
| 1.  | Independiente del Valle | 3   | 3 | 0 | 0 | 013:100 | +12   | 09     |
| 2.  | FC Caracas              | 3   | 2 | 0 | 1 | 006:400 | +2    | 06     |
| 3.  | Sporting Cristal        | 3   | 1 | 0 | 2 | 006:120 | −6    | 03     |
| 4.  | Club Blooming           | 3   | 0 | 0 | 3 | 000:800 | −8    | 0      |

1. Spieltag
| Datum |                         | Ergebnis  |               | Austragungsort          |
| ----- | ----------------------- | --------- | ------------- | ----------------------- |
| 5.2.  | Independiente del Valle | 3:0 (2:0) | FC Caracas    | Estadio Banco Guayaquil |
| 5.2.  | Sporting Cristal        | 4:0 (2:0) | Club Blooming | Estadio Banco Guayaquil |

2. Spieltag
| Datum |                         | Ergebnis  |                  | Austragungsort          |
| ----- | ----------------------- | --------- | ---------------- | ----------------------- |
| 8.2.  | Independiente del Valle | 7:1 (4:1) | Sporting Cristal | Estadio Banco Guayaquil |
| 8.2.  | FC Caracas              | 1:0 (0:0) | Club Blooming    | Estadio Banco Guayaquil |

3. Spieltag
| Datum |               | Ergebnis  |                         | Austragungsort          |
| ----- | ------------- | --------- | ----------------------- | ----------------------- |
| 11.2. | Club Blooming | 0:3 (0:1) | Independiente del Valle | Estadio Banco Guayaquil |
| 11.2. | FC Caracas    | 5:1 (1:0) | Sporting Cristal        | Estadio Banco Guayaquil |

### Gruppe B
| Pl. | Verein                     | Sp. | S | U | N | Tore    | Diff. | Punkte |
| --- | -------------------------- | --- | - | - | - | ------- | ----- | ------ |
| 1.  | Peñarol Montevideo         | 3   | 2 | 1 | 0 | 005:100 | +4    | 07     |
| 2.  | Millonarios FC             | 3   | 2 | 0 | 1 | 003:300 | ±0    | 06     |
| 3.  | LDU Quito                  | 3   | 1 | 0 | 2 | 002:400 | −2    | 03     |
| 4.  | Internacional Porto Alegre | 3   | 0 | 1 | 2 | 001:300 | −2    | 01     |

1. Spieltag
| Datum |                    | Ergebnis  |                            | Austragungsort             |
| ----- | ------------------ | --------- | -------------------------- | -------------------------- |
| 6.2.  | LDU Quito          | 1:0 (0:0) | Internacional Porto Alegre | Estadio Olímpico Atahualpa |
| 6.2.  | Peñarol Montevideo | 2:0 (0:1) | Millonarios FC             | Estadio Olímpico Atahualpa |

2. Spieltag
| Datum |                            | Ergebnis  |                    | Austragungsort             |
| ----- | -------------------------- | --------- | ------------------ | -------------------------- |
| 9.2.  | LDU Quito                  | 0:2 (0:0) | Peñarol Montevideo | Estadio Olímpico Atahualpa |
| 9.2.  | Internacional Porto Alegre | 0:1 (0:1) | Millonarios FC     | Estadio Olímpico Atahualpa |

3. Spieltag
| Datum |                            | Ergebnis  |                    | Austragungsort             |
| ----- | -------------------------- | --------- | ------------------ | -------------------------- |
| 12.2. | Millonarios FC             | 2:1 (1:0) | LDU Quito          | Estadio Olímpico Atahualpa |
| 12.2. | Internacional Porto Alegre | 1:1 (1:0) | Peñarol Montevideo | Estadio Olímpico Atahualpa |

### Gruppe C
| Pl. | Verein                    | Sp. | S | U | N | Tore    | Diff. | Punkte |
| --- | ------------------------- | --- | - | - | - | ------- | ----- | ------ |
| 1.  | Club Guaraní              | 3   | 2 | 0 | 1 | 005:200 | +3    | 06     |
| 2.  | Newell’s Old Boys         | 3   | 2 | 0 | 1 | 004:200 | +2    | 06     |
| 3.  | Orense SC                 | 3   | 2 | 0 | 1 | 005:500 | ±0    | 06     |
| 4.  | Universidad de Concepción | 3   | 0 | 0 | 3 | 003:800 | −5    | 0      |

1. Spieltag
| Datum |                           | Ergebnis  |              | Austragungsort             |
| ----- | ------------------------- | --------- | ------------ | -------------------------- |
| 7.2.  | Newell’s Old Boys         | 0:1 (0:0) | Club Guaraní | Estadio Olímpico Atahualpa |
| 7.2.  | Universidad de Concepción | 2:3 (1:2) | Orense SC    | Estadio Olímpico Atahualpa |

2. Spieltag
| Datum |                   | Ergebnis  |                           | Austragungsort             |
| ----- | ----------------- | --------- | ------------------------- | -------------------------- |
| 10.2. | Newell’s Old Boys | 1:0 (1:0) | Universidad de Concepción | Estadio Olímpico Atahualpa |
| 10.2. | Club Guaraní      | 0:1 (0:1) | Orense SC                 | Estadio Olímpico Atahualpa |

3. Spieltag
| Datum |              | Ergebnis  |                           | Austragungsort             |
| ----- | ------------ | --------- | ------------------------- | -------------------------- |
| 13.2. | Orense SC    | 1:3 (0:1) | Newell’s Old Boys         | Estadio Olímpico Atahualpa |
| 13.2. | Club Guaraní | 4:1 (2:0) | Universidad de Concepción | Estadio Olímpico Atahualpa |

## Platzierung der Gruppenzweiten
| Pl. | Verein            | Sp. | S | U | N | Tore    | Diff. | Punkte |
| --- | ----------------- | --- | - | - | - | ------- | ----- | ------ |
| 1.  | FC Caracas        | 3   | 2 | 0 | 1 | 006:400 | +2    | 06     |
| 2.  | Newell’s Old Boys | 3   | 2 | 0 | 1 | 004:200 | +2    | 06     |
| 3.  | Millonarios FC    | 3   | 2 | 0 | 1 | 003:300 | ±0    | 06     |

## Finalrunde
Im Halbfinale traten der Sieger der Gruppe A gegen den Sieger der Gruppe C und der Sieger der Gruppe B gegen den besten Gruppenzweiten an.
Die Sieger und Verlierer des Halbfinales spielten im Finale bzw. im Spiel um Platz drei. Wenn ein Spiel nach der vollen Spielzeit unentschieden stand, wurde keine Verlängerung gespielt. Ein Elfmeterschießen wurde verwendet, um den Gewinner zu ermitteln.
Der letzte Spieltag, der aus dem Spiel um den dritten Platz und dem Finale bestand, wurde vom Estadio Banco Guayaquil in das Estadio Rodrigo Paz Delgado verlegt, da das Feld des ursprünglichen Austragungsortes infolge der starken Regenfälle in Quito beschädigt worden war.
|  | Halbfinale          | Halbfinale          |                     |   | Finale              | Finale              |
|  |                     |                     |                     |   |                     |                     |
|  | Independiente       | 3                   |                     |   |                     |                     |
|  | Guaraní             | 1                   |                     |   |                     |                     |
|  | 17. Februar – Quito |                     |                     |   |                     |                     |
|  |                     |                     | 20. Februar – Quito |   |                     |                     |
|  | Independiente       | 1 (3)               |                     |   |                     |                     |
|  |                     | Peñarol             | 1 (4)               |   |                     |                     |
|  |                     |                     |                     |   |                     |                     |
|  | Spiel um Platz drei |                     |                     |   |                     |                     |
|  | 17. Februar – Quito | 17. Februar – Quito | Guaraní             | 3 |                     |                     |
|  | Peñarol             | 6                   | Caracas             | 2 |                     |                     |
|  | Caracas             | 1                   |                     |   | 20. Februar – Quito | 20. Februar – Quito |

### Halbfinale
| Datum |                         | Ergebnis  |              | Austragungsort          |
| ----- | ----------------------- | --------- | ------------ | ----------------------- |
| 17.2. | Independiente del Valle | 3:1 (1:0) | Club Guaraní | Estadio Banco Guayaquil |
| 17.2. | Peñarol Montevideo      | 2:1 (1:1) | FC Caracas   | Estadio Banco Guayaquil |

### 3. Platz
| Datum |              | Ergebnis  |            | Austragungsort              |
| ----- | ------------ | --------- | ---------- | --------------------------- |
| 20.2. | Club Guaraní | 3:2 (0:1) | FC Caracas | Estadio Rodrigo Paz Delgado |

### Finale
| Datum |                         | Ergebnis              |                    | Austragungsort              |
| ----- | ----------------------- | --------------------- | ------------------ | --------------------------- |
| 20.2. | Independiente del Valle | 1:1 (0:0) (3:4 i. E.) | Peñarol Montevideo | Estadio Rodrigo Paz Delgado |